# De Ghisolfi
I De Ghisolfi (anche conosciuti a seconda delle traduzioni dalle varie lingue come Ghisolfi, de Guizolfi, de Gisolfi, Guigursis, Guilgursis e Giexulfis) furono una famiglia genovese, che ebbe importanza nella zona del Mar Nero tra la fine del Medio Evo e gli inizi del Rinascimento.
Nel 1419 Simeone de Ghisolfi sposò Bikhakhanim, una principessa regnante sulla città di Tmutarakan' nella penisola di Taman'; da qui cominciò il dominio dei Ghisolfi sull'area, che perdurò per oltre settanta anni, incentrandosi poi sul possesso della città di Matrega.
I Ghisolfi governarono questo principato per gran parte del XV secolo, come un protettorato della Gazaria, vale a dire il consolato delle colonie genovesi presenti in Crimea. Nel 1453 la Repubblica di Genova cedette i suoi possedimenti in Crimea al Banco di San Giorgio, verso il quale era indebitata. I Ghisolfi perciò continuarono a governare Matrega e la regione circostante sotto la protezione del Banco. Attraverso l'intermediazione di Khozi Kokos, i Ghisolfi erano in contatto anche con la Moscovia e altri principati russi dell'epoca.
Dopo un periodo di vassallaggio i domini della famiglia Ghisolfi furono incorporati nell'Impero ottomano che entro il 1475 aveva conquistato le colonie genovesi in Crimea.